# Paleosetídeos
Paleosetídeos (Palaeosetidae) é uma família de insectos da ordem Lepidoptera.